# Samo mi se spava
«Samo mi se spava» (з серб. «Я просто хочу спати») — пісня сербського співака і автора пісень Люка Блека, випущена 2 лютого 2023 року. Пісня буде представляти Сербію на пісенному конкурсі Євробачення 2023 після перемоги в національному відборі Сербії на пісенний конкурс Євробачення «Pesma za Evroviziju '23»

## Створення
В інтерв'ю Блек повідомляв, що написав пісню у квітні 2020 року з допомогою друга Маджеда Кфурі. Люк відклав реліз пісні на багато років. Після того, як сербська виконавиця Констракта виграла «Pesma za Evroviziju '22» з піснею «In Corpore Sano», він подумав, що міг би відправити пісню «Samo mi se spava» на конкурс у 2023 році.
За словами Блека, пісня описує його ізольованість від світу. Під час пандемії COVID-19 він став «дуже відчуженим від світу», лише грав у відеоігри та дивився аніме у своєму ліжку під час карантину. Він також зазначив, що «пісня говорить про те, що людям потрібно прокинутися, тому що зло збільшується, коли люди закривають на нього очі. Лише прокинувшись, зло можна перемогти».

## Пісенний конкурс Євробачення

### Pesma za Evroviziju '23
«Pesma za Evroviziju '23» був національним відбором, організованим РТС для відбору сербського представника на пісенний конкурс Євробачення 2023. Відбір складався з двох півфіналів, які відбулися 1 і 2 березня 2023 року, кожен з них містив по 16 пісень. Фінал відбувся 4 березня 2023 року, в нього потрапили 16 пісень — по 8 з кожного півфіналу.
«Samo mi se spava» була відібрана для виступу в першому півфіналі. Вже перед початком конкурсу пісня вважалася одним із фаворитів на перемогу, перемагаючи в опитуваннях на фан-сайтах Євробачення. Після жеребкування на відбір пісня була вибрана виступати на шостому місті першого півфіналу, та 10-ю для виконання у фіналі. У фіналі пісня набрала загалом 20 балів, причому по 10 балів принесло як публічне телеголосування так і голосування журі. Пісня набрала найбільшу кількість балів та перемогла в конкурсі, заслуживши представляти Сербію на пісенному конкурсі Євробачення 2023.

### На Євробаченні
Згідно з правилами Євробачення, всі країни, за винятком країни-господарки та «Великої п'ятірки» (Франція, Німеччина, Італія, Іспанія, Велика Британія), боротися за участь у фіналі в одному з двох півфіналів. Десять кращих країн з кожного півфіналу проходять до фіналу. 31 січня 2023 року відбулося жеребкування, яке розмістило кожну країну в одному з двох півфіналів і визначило, у якій половині шоу вони виступатимуть. Сербія потрапила до першого півфіналу, який відбудеться 9 травня 2023 року, і виступила в першій половині шоу. В результаті Сербія пройшла до фіналу та виступить у першій половині.

## Чарти
| Чарт (2023)          | Найвища позиція |
| -------------------- | --------------- |
| Хорватія (Billboard) | 25              |